# Zapin

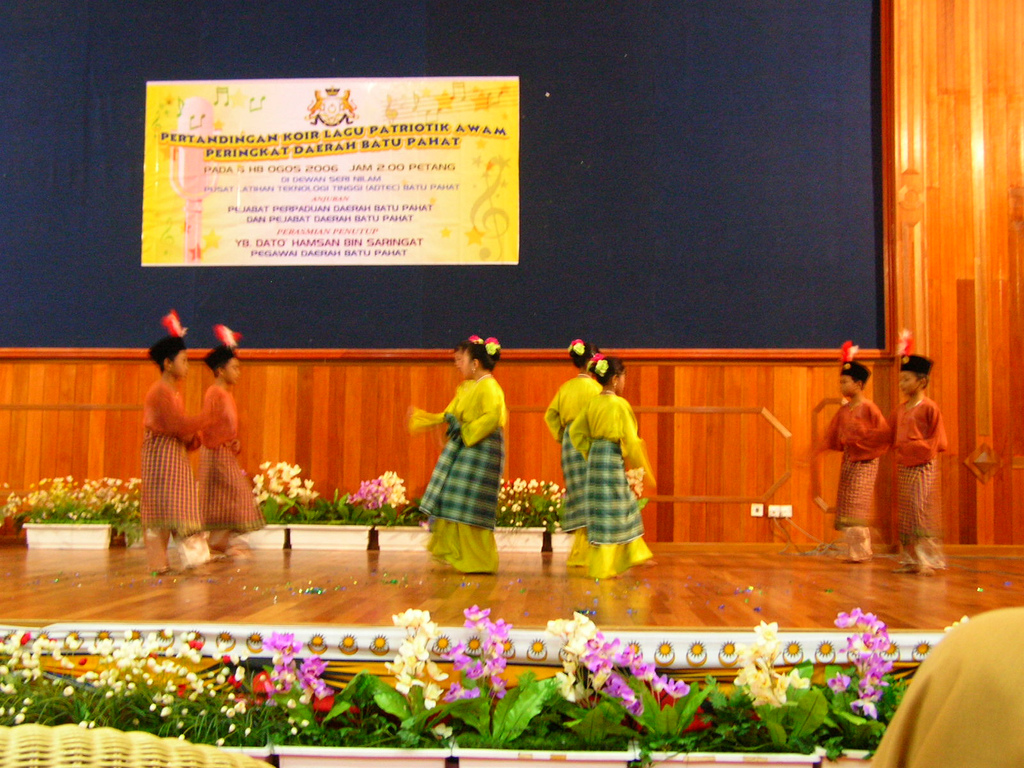
Alunni di una scuola danzano lo Zapin a Batu Pahat.

Zapin (jawi: زافين) è una danza malese molto popolare in Malaysia (specialmente negli stati di Johor, Pahang e Selangor) in Indonesia, nelle province Malay indonesiane a Sumatra (Riau, Jambi, Isole Riau, Sumatra Settentrionale, Bangka-Belitung) e Kalimantan Occidentale, oltre che in diverse aree popolate da malesi come Brunei e Singapore. Si crede sia stata introdotta dai missionari musulmani, arabi del Medio Oriente nel XIV secolo.
Ai vecchi tempi, solo gli uomini erano autorizzati ad esibirsi mentre oggi possono farlo anche le donne. La danza veniva praticata esclusivamente nelle cerimonie religiose, ma negli anni è diventata una forma di spettacolo tradizionale, quindi è consentita la partecipazione di danzatrici.
I danzatori, di solito, si esibiscono in coppia e sono accompagnati da un gruppo di musica tradizionale che normalmente è costituito da qanbūs, fisarmonica, rebab, mirwas (bonghi), rebana (tamburo) e dok.
Fu anche introdotto a Singapore e Brunei prima del periodo coloniale. Si credeva che sia stato introdotto a Singapore nel 1937.
Esistono numerose forme di zapin, e ogni tipo varia nei movimenti e nello stile della danza:
- Zapin Api (Riau)
- Zapin Melayu Johor (Johor)
- Zapin Pulau
- Zapin Tenglu
- Zapin Tenglu 2
- Zapin Lenga
- Zapin Pekajang
- Zapin Arab
- Zapin Jambi (Jambi)
- Zapin Singapura (Singapore)
- Zapin Sindang (Sarawak)
- Zapin Sekaki (Sumatra Settentrionale)
- Zapin Pesisir (Isole Riau)
- Zapin Tembung (Kalimantan Occidentale)